# Mashco-Piro
Os Mashco-Piro ou Mascho Piro, também conhecidos como povo Cujareño e Nomole, são uma tribo indígena de caçadores-coletores nômades que habitam as regiões remotas da floresta amazônica. Eles vivem no Parque Nacional de Manú, na região de Madre de Dios, no Peru. No passado, eles evitaram ativamente o contato com povos não-nativos.

## Demografia
Em 1998, o Grupo de Trabalho Internacional para Assuntos Indígenas (IWGIA) estimou que o número de indígenas seria algo entre 100 e 250 indivíduos. Este é um aumento na estimativa, quando comparada com a de 1976, que acreditava-se haver de 20 a 100.
A tribo Mashco-Piro fala um dialeto da língua purus. "Mashco" (originalmente escrito "Maschcos") é um termo que foi usado pela primeira vez pelo Padre Biedma em 1687 para se referir ao povo Harakmbut. É considerado um termo depreciativo, devido ao seu significado de “selvagens” na língua Piro; "Nomole" é o nome que os indígenas utilizam para se chamarem.
Em 2024, a ativista e pesquisadora da organização Survival International, Priscilla Oliveira, estimou que o grupo tenha cerca de 750 integrantes, mas o número exato é difícil de ser calculado.

## História
Em 1894, a maior parte da tribo Mashco-Piro foi massacrada pelo exército particular de Carlos Fitzcarrald, na região do alto Rio Manú. Muitos nativos Mascho-Piro também foram escravizados pelo capataz de Fitzcarrald, Carlos Scharff, entre os anos de 1897-1909 ao longo dos rios Purús e Madre de Dios. Os sobreviventes recuaram para áreas florestais remotas.Os avistamentos de membros da tribo Mashco-Piro aumentaram no século XXI. Segundo o antropólogo Glenn Shepard, que teve um encontro com os Mashco-Piro em 1999, o aumento dos avistamentos da tribo pode ser devido à atividade extrativista madeireira ilegal que ocorre na área e às aeronaves voando baixo.
Em setembro de 2007, um grupo de ecologistas filmou cerca de 20 membros da tribo Mashco-Piro a partir de um helicóptero enquanto sobrevoavam o Parque Nacional do Alto Purús. O grupo estava acampado às margens do rio Las Piedras, próximo a fronteira entre o Peru e o Brasil. Os cientistas acreditam que a tribo prefere construir cabanas de folhas de palmeira nas margens dos rios durante a estação seca para a pesca. Já durante a estação chuvosa, eles se refugiam na floresta tropical. Cabanas semelhantes foram avistadas na década de 1980.
Em outubro de 2011, o Ministério do Meio Ambiente do Peru divulgou um vídeo, gravado por viajantes, de alguns Mashco-Piros. Gabriella Galli, uma visitante italiana do parque, também tirou uma fotografia dos membros da tribo.
Em 2012, a Survival International divulgou algumas novas fotografias dos membros da tribo. O arqueólogo Diego Cortijo, da Sociedade Geográfica Espanhola, afirmou ter capturado fotografias de uma família Mashco-Piro do Parque Nacional de Manú, durante uma expedição ao longo do rio Madre de Dios em busca de pinturas rupestres. No entanto, Jean-Paul Van Belle reivindicou a autoria das imagens divulgadas e afirmou que ele teria tirado as fotos 3 semanas antes. Acredita-se que seu guia local, Nicolas "Shaco" Flores, que foi encontrado morto seis dias depois com uma flecha com ponta de bambu cravada no coração, tenha sido morto por membros da tribo Mashco-Piro.
Em agosto de 2013, a BBC informou que um grupo de Mashco-Piros foi visto aparentemente pedindo comida aos moradores de vilarejos vizinhos. O governo peruano proibiu o contato com os Mashco-Piros por receio de que possam ser infectados com doenças para as quais não adquiriram imunidade devido ao seu isolamento.
Em julho de 2024, vídeos e imagens de dezenas de Mashco-Piro isolados, nas margens de um rio a poucos quilômetros de uma área de exploração madeireira, foram publicados pela Survival International.

## Links externos
- "Raro vislumbre de tribo peruana isolada". BBC News.
- "Vídeo raro de uma tribo de índios Mashco-Piro há muito isolada no Peru". The Telegraph, 20 de agosto de 2013.
- Últimas tribos isoladas NY Times, 8 de agosto de 2015.